# Aporobopyrina amboinae
Aporobopyrina amboinae är en kräftdjursart som beskrevs av M. Bourdon 1983. Aporobopyrina amboinae ingår i släktet Aporobopyrina och familjen Bopyridae. Inga underarter finns listade i Catalogue of Life.